# Nogent-sur-Vernisson
Nogent-sur-Vernisson ist eine französische Gemeinde mit 2.571 Einwohnern (Stand: 1. Januar 2022) im Département Loiret in der Region Centre-Val de Loire. Die Gemeinde gehört zum Arrondissement Montargis und zum Kanton Lorris. Die Einwohner werden Nogentais genannt.

## Geografie

Bahnhofsgebäude

Nogent-sur-Vernisson liegt in Zentralfrankreich in der Landschaft Gâtinais am Ostrand des Départements Loiret am Fluss Vernisson. Umgeben wird Nogent-sur-Vernisson von den Nachbargemeinden Pressigny-les-Pins im Norden, Montbouy im Osten und Nordosten, Sainte-Geneviève-des-Bois im Südosten, Boismorand im Süden, Les Choux und Langesse im Südwesten sowie Varennes-Changy im Westen und Nordwesten.

## Bevölkerungsentwicklung
| 1962 | 1968 | 1975 | 1982 | 1990 | 1999 | 2006 | 2018 |
| ---- | ---- | ---- | ---- | ---- | ---- | ---- | ---- |
| 1550 | 1756 | 2016 | 2414 | 2357 | 2443 | 2502 | 2573 |

## Verkehr
Die Autoroute A77 und die frühere Route nationale 7 (heutige D2007) durchqueren die Gemeinde.
Die Gemeinde besitzt seit 1861 einen Bahnhof an der Bahnstrecke Moret-Veneux-les-Sablons–Lyon-Perrache, welcher von Zügen des TER Centre-Val de Loire der Verbindung Paris-Bercy–Nevers bedient wird.

## Sehenswürdigkeiten

Kirche Saint-Martin

- Kirche Saint-Martin aus dem 12. Jahrhundert

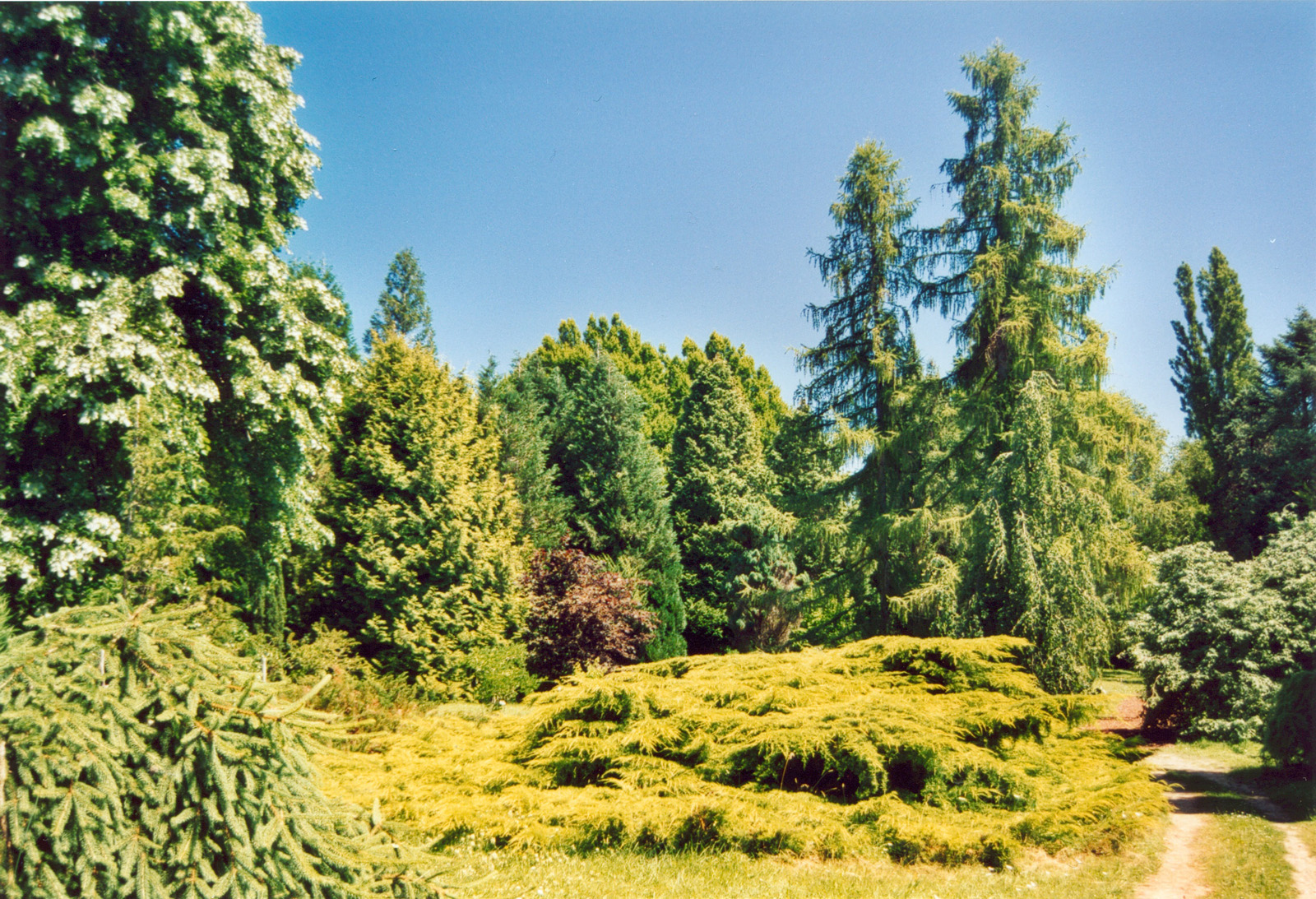
Arboretum Barres

- Arboretum Barres
- Mauerreste aus der Römerzeit

## Gemeindepartnerschaft
Mit der irischen Gemeinde Castleblayney im County Monaghan (Ulster) besteht eine Partnerschaft.